# Хёрбих
Хёрбих (нем. Hörbich) — коммуна (нем. Gemeinde) в Австрии, в федеральной земле Верхняя Австрия. 
Входит в состав округа Рорбах.  Население составляет 410 человек (на 31 декабря 2005 года). Занимает площадь 11 км². Официальный код  —  41 311.

## Политическая ситуация
Бургомистр коммуны — Леопольд Випплингер (АНП) по результатам выборов 2003 года.
Совет представителей коммуны (нем. Gemeinderat) состоит из 13 мест.
- АНП занимает 11 мест.
- СДПА занимает 2 места.